# Axiocerses borealis
Axiocerses borealis är en fjärilsart som beskrevs av Aurivillius 1905. Axiocerses borealis ingår i släktet Axiocerses och familjen juvelvingar. Inga underarter finns listade i Catalogue of Life.